# 9ff

Ehemaliges Logo

Die 9ff Fahrzeugtechnik GmbH ist ein 2001 in Dortmund gegründetes Tuningunternehmen.
Das Unternehmen beschäftigt sich mit dem Aufrüsten serienmäßiger Porschemodelle. So hat der Betrieb bis heute eine erhebliche Anzahl an eigenen Tuningteilen konstruiert. Diese werden in eigens entwickelten Porsche-Umbauten angeboten.
Am 1. Oktober 2013 wurde das Insolvenzverfahren gegen die 9ff Fahrzeugtechnik GmbH unter dem Aktenzeichen 260 IN 76/13 am Dortmunder Amtsgericht eröffnet. Unter der neuen Firma 9ff Engineering GmbH werden die Geschäfte fortgeführt.

## Fahrzeuge

### F97-170 „Paul“
Das bislang schnellste und für die Straße zugelassene Fahrzeug von 9ff ist ein auf dem Porsche 997 Turbo basierender F97-170, wobei die 170 für die 1250 kW (1700 PS) Systemleistung stehen. Das Fahrzeug erreichte 2018 Platz 1 der schnellsten Tuningfahrzeuge von 0-300 km/h. Außer diesem waren noch vier weitere von 9ff getunte unter den schnellsten 10 Fahrzeugen.
| Technische Daten  | 9ff F97-170 „Paul“ |
| ----------------- | ------------------ |
| Hubraum cm³       | 3894 cm³           |
| PS (kW) bei 1/min | 1700 (1250)/ 8100  |
| Nm bei 1/min      | 1700 / 5600        |
| 0-100 km/h        | 3,3 s              |
| 0-200 km/h        | 6,6 s              |
| 0-300 km/h        | 11,1 s             |
| Vmax (km/h)       | 440 km/h           |

### GT9
Der GT9 ist ein auf dem Porsche 911 (991) GT3 basierender Supersportwagen. Der Sechszylinder-Boxermotor hatte eine Leistung von 726 kW (987 PS). Damit sprintete der GT9 in 3,2 Sekunden auf 100 km/h und erreichte eine Höchstgeschwindigkeit von 409 km/h. Mit dem GT9-R mit 824kW (1120 PS) wurde 2009 eine Geschwindigkeit von 414 km/h gefahren, womit der GT9-R zum schnellsten straßenzugelassenen Fahrzeug wurde. 2011 wurde der GT9-CS vorgestellt. Dieser war mit einem 551 kW (750 PS) Motor ausgestattet und lief damit in 3,5 Sekunden auf 100 km/h und erreichte eine Geschwindigkeit von 364 km/h. 2012 wurde als letzter GT9 der GT9-Vmax vorgestellt. Dieser hatte 1029 kW (1400 PS) und erreichte 100 km/h in 3,1 Sekunden. Der GT9-Vmax erreicht eine Höchstgeschwindigkeit von 437 km/h.

### GTurbo

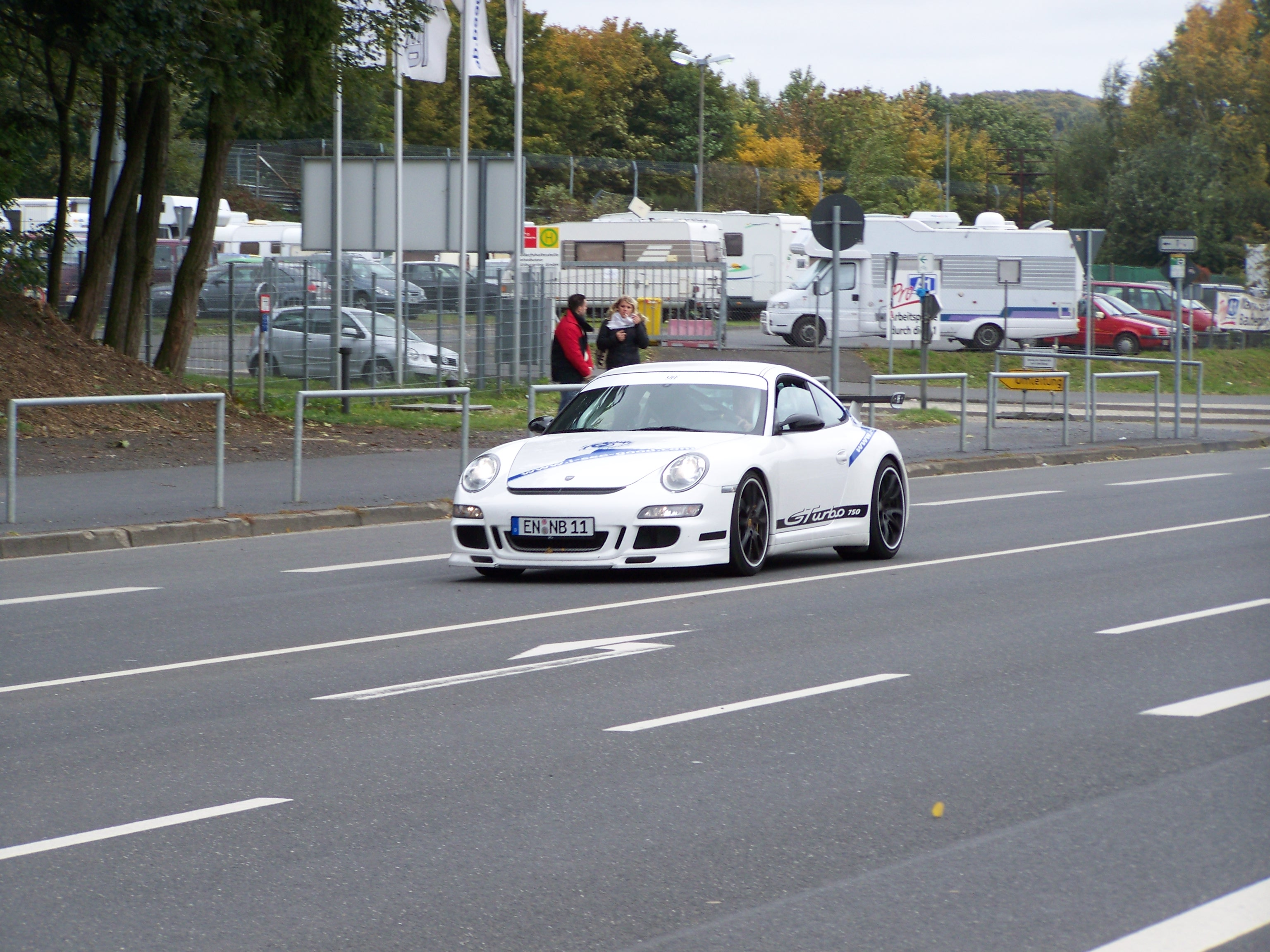
Der 9ff GTurbo 750 auf Basis des 2006er Porsche 997 GT3 RS

Das neueste Projekt von 9ff heißt GTurbo 1200. Er basiert auf einem Porsche 997 GT3, genauer einem GT3 RS, der nach der 9FF-Überarbeitung 881 kW (1.198 PS) und 1.100 Nm entfaltet. So erreicht der GTurbo 1200 in 2,8 Sekunden Tempo 100, in 7,1 Sekunden Tempo 200 und eine Höchstgeschwindigkeit von 414 km/h. Mittlerweile konnte das französische Automagazin Option Auto einen 9ff GTurbo 1200 testen und dokumentierte die Probefahrt über eine deutsche Autobahn mit einem Video, das auch auf YouTube veröffentlicht wurde.